# Bombon (Philippines)
Pour les articles homonymes, voir Bombon.
Bombon est une municipalité de la province de Camarines Sur, aux Philippines.